# Berthold al IV-lea de Merania
Berthold al IV-lea (cca. 1159 - d. 12 august 1204) a fost conte de Andechs (din 1172) și primul duce de Merania din Casa de Andechs. De asemenea, în 1188 a devenit margraf de Istria și de Carniola, iar între 1180 și 1182 a purtat titlul de duce de Croația și Dalmația.
Berthold era fiul lui Berthold I de Istria cu Hedviga de Wittelsbach. În 1175, Berthold a fost promovat la conducerea mărcii de Istria, iar după 10 ani (în 1185) a devenit duce al regiunii numite "Merania", după Marea Adriatică. Merania cuprindea același teritoriu ca și vechiul margrafat, dar în plus față de acesta conducătorii săi se bucurau de un mare prestigiu.
În 1186 l-a însoțit pe împăratul Henric al VI-lea în Regatul Siciliei. În 1189 Berthold s-a aflat la conducerea celei de a treia divizii a armatei imperiale și a fost purtătorul de stindard în Cruciada a treia. În 1195 el figurează că apărător al abației Tegernsee, în cadrul unui proces. După moartea împăratului Henric din 1197, Berthold a trecut în tabăra pretendentului Filip de Suabia. În aceste condiții Ducatul de Merania a atins culmea puterii și influenței sale, iar ducele Berthold poseda teritorii din Franconia până la Marea Adriatică.
Berthold a murit în 1204 și a fost înmormântat mănăstirea călugărilor augustini de la Diessen.

## Căsătorie și urmași
Berthold a fost căsătorit cu Agnes de Rochlitz din familia Wettin, cu care a avut următorii copii:
- Otto, care i-a succedat ca duce de Merania;
- Ekbert, episcop de Bamberg;
- Henric, margraf de Istria;
- Hedviga, căsătorită cu Henric cel Bărbos, duce de Silezia;
- Gertruda, căsătorită cu regele Andrei al II-lea al Ungariei;
- Agnes, căsătorită cu regele Filip al II-lea al Franței;
- Berthold de Andechs-Merania, voievod al Transilvaniei, apoi patriarh de Aquileia;
- Matilda, abatesă de Kitzingen;
- o fiică al cărei nume nu este menționat, căsătorită pe 24 aprilie 1190 cu Toljen - un membru al dinastiei Nemanjić a Serbiei.